# Kloster Monchy

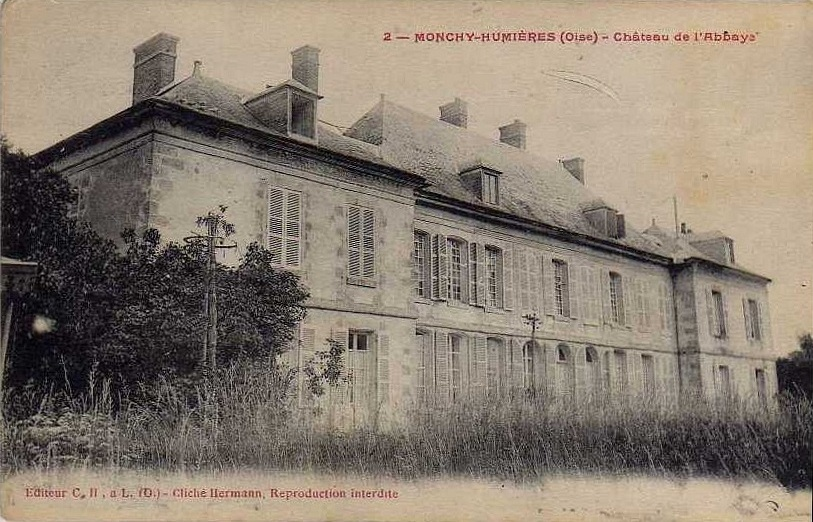
Kloster Monchy, Gebäuderest (um 1900)

Das Kloster Monchy (auch: Mouchy/Mouchi) war von 1237 bis 1791 ein Kloster zuerst der Zisterzienserinnen, ab 1460 der Zisterzienser und ab 1671 wieder der Zisterzienserinnen in Monchy-Humières, Département Oise, Bistum Beauvais in Frankreich.

## Geschichte

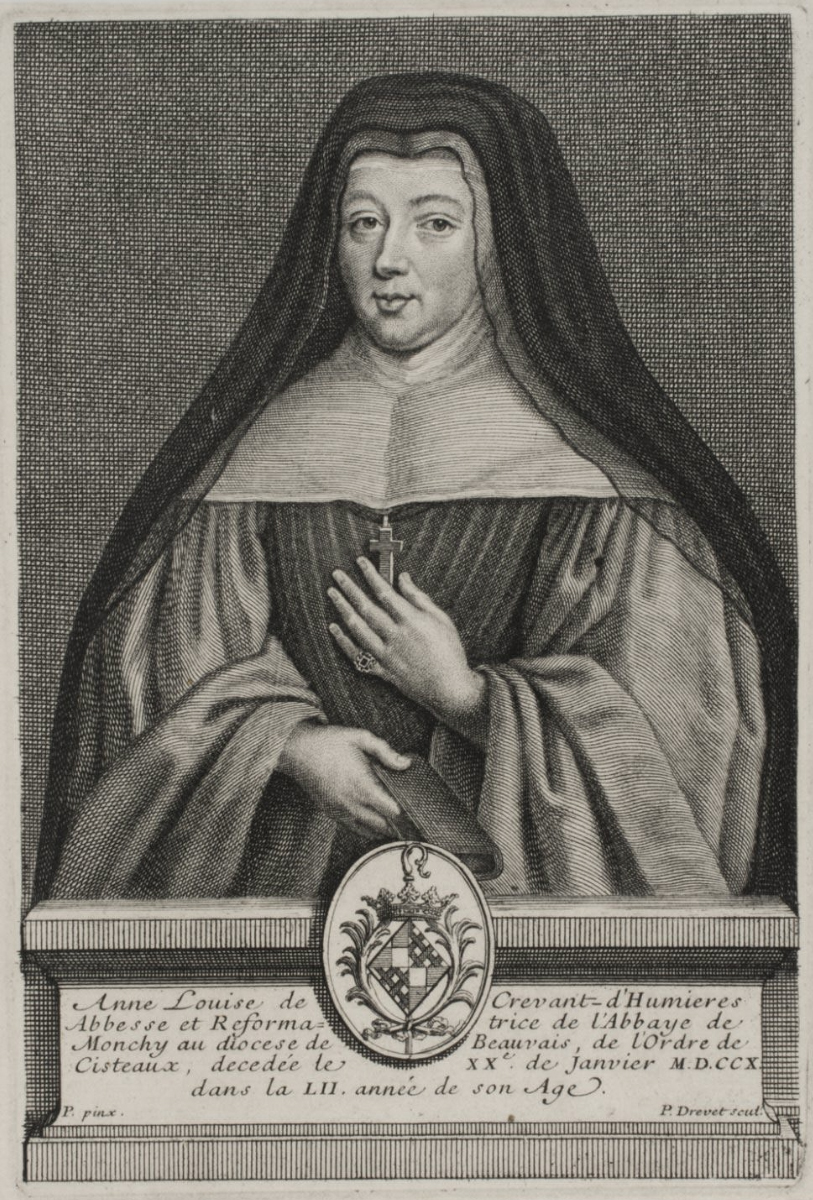
Anne-Louise de Crevant-d’Humières (1658–1710), Reformäbtissin

Ein örtlicher Adeliger stiftete 1237 nordwestlich Compiègne am Fluss Aronde das Zisterzienserinnenkloster (später Abtei) Notre-Dame sur Aronde oder Notre-Dame de Monchy (lateinisch: Monchiacum Petrosum, deshalb auch: Monchy-le-Perreux, Monchy-le-Pereux oder Monchy-le-Preux). 1460 wurden die Nonnen vom aufsichtführenden Kloster Ourscamp durch Mönche ersetzt und damit Monchy zum Priorat von Ourscamp gemacht. Dieser Situation setzte 1671 der (im Schloss Monchy-Humières ansässige) Marschall Louis de Crevant, duc d’Humières ein Ende durch Wiederherstellung der Zisterzienserinnenabtei unter der Führung seiner Schwester Elisabeth de Crevant d’Humières (Äbtissin von 1671 bis 1684), gefolgt von seiner Tochter Anne-Louise de Crevant d’Humières (1684–1710, geboren 1658), die der Benediktiner Michel Félibien (1665–1719) als Reformäbtissin würdigte. 1791 kam es durch die Französische Revolution zur Auflösung der Abtei. Die Elemente Couvent und Abbaye in verschiedenen Straßen- und Siedlungsnamen erinnern in Monchy-Humières an das einstige Kloster.

### Handbuchliteratur
- Gereon Christoph Maria Becking: Zisterzienserklöster in Europa, Kartensammlung. Lukas Verlag Berlin 2000, ISBN 3-931836-44-4, Blatt 53 C (Mouchy).
- Laurent Henri Cottineau: Répertoire topo-bibliographique des abbayes et prieurés. Bd. 2. Protat, Mâcon 1939–1970. Nachdruck: Brepols, Turnhout 1995. Spalte 1881 (Monchy-Humières).
- Bernard Peugniez: Le Guide Routier de l’Europe Cistercienne. Editions du Signe, Straßburg 2012, S. 300 (Monchy).